# MBLAC1
MBLAC1 (англ. Metallo-beta-lactamase domain containing 1) – білок, який кодується однойменним геном, розташованим у людей на 7-й хромосомі. Довжина поліпептидного ланцюга білка становить 266 амінокислот, а молекулярна маса — 27 202.
| 10         |  | 20         |  | 30         |  | 40         |  | 50         |
| ---------- |  | ---------- |  | ---------- |  | ---------- |  | ---------- |
| MRTEPLCGAS |  | PLLVPGDPYS |  | VVVLLQGYAE |  | PEGVGDAVRA |  | DGSVTLVLPQ |
| TRGPASSHRE |  | SPRGSGGAEA |  | ALEEAARGPI |  | LVDTGGPWAR |  | EALLGALAGQ |
| GVAPGDVTLV |  | VGTHGHSDHI |  | GNLGLFPGAA |  | LLVSHDFCLP |  | GGRYLPHGLG |
| EGQPLRLGPG |  | LEVWATPGHG |  | GQRDVSVVVA |  | GTALGTVVVA |  | GDVFERDGDE |
| DSWQALSEDP |  | AAQERSRKRV |  | LVVADVVVPG |  | HGPPFRVLRE |  | ASQPETEGGG |
| NSQQEPVVGD |  | EEPALH     |  |            |  |            |  |            |

A: Аланін

C: Цистеїн

D: Аспарагінова кислота

E: Глутамінова кислота

F: Фенілаланін

G: Гліцин

H: Гістидин

I: Ізолейцин

K: Лізин

L: Лейцин

M: Метіонін

N: Аспарагін

P: Пролін

Q: Глутамін

R: Аргінін

S: Серин

T: Треонін

V: Валін

W: Триптофан

Кодований геном білок за функцією належить до гідролаз. 
Білок має сайт для зв'язування з іонами металів, іоном цинку. 